# Kopalnia Herkules
Kopalnia Herkules – dawniej samodzielna wieś obecnie historyczny obszar Starachowic, nie ujmowany w nazewnictwie lokalnych osiedli miasta.

## Historia wsi

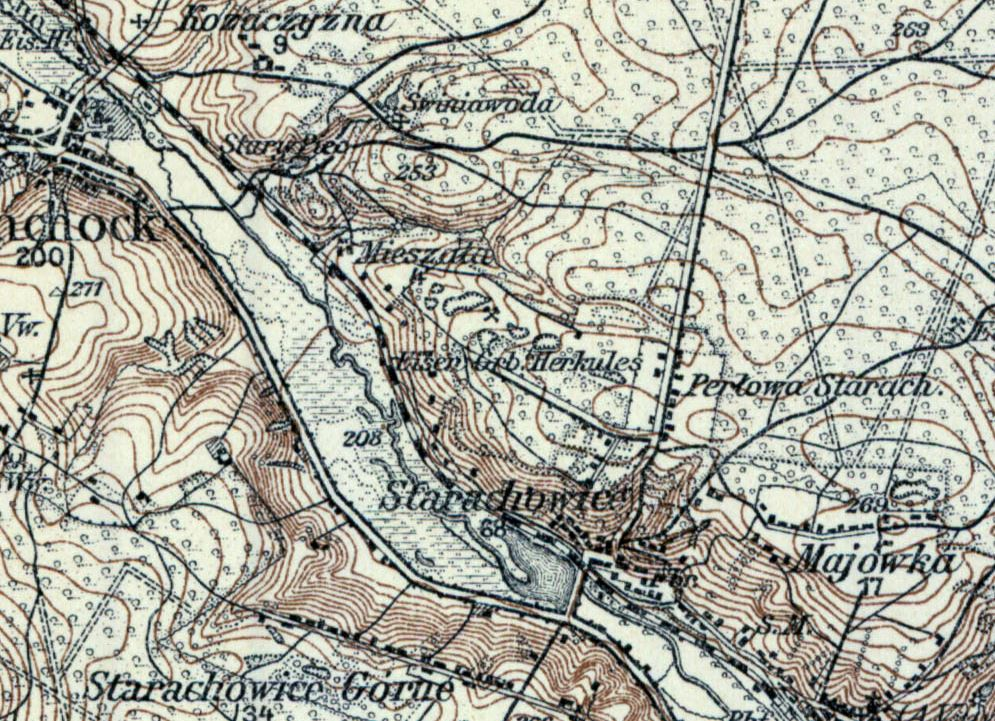
Herkules na mapach z początku wieku XX rok 1915.

W XIX wieku wymienia się miejscowość jako: Kopalnia Herkules: wieś, w powiecie iłżeckim, gminie Wierzbnik, parafia Wąchock. W roku 1883 wieś liczyła 35 budynków, 57 mieszkańców i 115 mórg obszaru,
należała do Zakładów Górniczych Starachowickich.

## Kopalnia
Kopalnię „Herkules” założono w 1836 roku, zajmowała obszar w centrum dzisiejszych Starachowic. Jej zręby, praktycznie zniwelowane i mało widoczne przecinają dwie gęsto zabudowano ulice: ul. Konstytucji 3 Maja i Krywki. Od strony traktu Starachowice – Tychów ograniczał zręby wąwóz zwany dawniej Smugiem Pakułowym, do którego miały wylot sztolnie odwadniające kopalnię. Obecnie po rozłożonym w czasie, stopniowym zasypaniu gruzem po budowlanym, niewidoczna. Kopalnia miała trzy sztolnie odwadniające. Najstarsza była sztolnia Staszic, o długości około 50 m. W miarę rozbudowy kopalni sztolnia ta okazała się niewystarczająca, wybito nową „Paweł”, czynną do 1840 roku.
Kopalnia dostarczała żelaziaki ilaste w stanie prażonym z pasa rud ilastych (rudy liasu) zawierające 38- 40% żelaza.
Kopalnia wydobywała rudę brunatną żelaza z poziomu 3-go.(wydobycie podziemne – chodnikowe).
Po wyeksploatowaniu złóż teren został przeznaczony pod zabudowę mieszkalną jednorodzinną, sama wieś natomiast została wchłonięta przez osiedle fabryczne Starachowice.
Szkody górnicze na tym terenie widoczne były jeszcze w 1933 roku. Były to pękania budynków, zapadliska na traktach drogowych. Przeprowadzone wówczas badania wykazały, że po 50 latach od zamknięcia kopalni istniały dobrze zachowane części starego chodnika i pustki po wyrobiskach dotąd nie zaciśnięte, dające możliwość dalszego osiadania. Spowodowało to wstrzymanie na jakiś czas możliwości zabudowy, po czym zezwolono na zabudowę indywidualną.